# 효암고등학교
효암고등학교(曉岩高等學校)는 대한민국 경상남도 양산시 삼호동에 있는 사립 고등학교이다.

## 학교 연혁
- 1974년 3월 5일 : 효암고등학교 개교 (6학급 인가)
- 1977년 2월 28일 : 효암고등학교 1회 졸업
- 1977년 8월 15일 : 효암여자상업고등학교로 학칙변경 (18학급 인가)
- 1978년 3월 5일 : 효암여자상업고등학교 1기 입학
- 1997년 10월 26일 : 효암여자고등학교로 학칙변경(정보처리과 12, 보통과 12 총 24학급 인가)
- 1998년 3월 5일 : 효암여자고등학교 1기 입학
- 1998년 7월 14일 : 효암고등학교로 학칙변경(남녀공학 24학급 인가)
- 1999년 3월 5일 : 효암고등학교 1기 입학
- 2004년 6월 19일 : 일반계 고등학교로 변경 인가
- 2005년 3월 3일 : 일반계고등학교 1기 신입생 입학(8학급)
- 2007년 3월 1일 : 경상남도교육청 지정 자율학교 운영
- 2009년 10월 19일 : 교육부로부터 '기숙형 고등학교' 선정
- 2011년 3월 1일 : 기숙사 준공 및 기숙사생 입사(개관식 4월 8일)
- 2019년 4월 15일 : 제5대 채윤하 이사장 취임
- 2021년 3월 1일 : 고교학점제 선도학교 지정(~2023.2.28.)
- 2022년 3월 1일 : 제14대 이강식 교장 취임
- 2022년 3월 1일 : 경상남도교육청 자율학교 재지정(~2025.2.28.)
- 2023년 2월 9일 : 제47회 졸업식(졸업생 244명, 누계 11,479명)
- 2023년 3월 2일 : 효암고등학교 신입생 입학(입학생 265명)

## 참고 자료
- 효암고등학교 - 한국교육학술정보원 학교알리미